# Wolodymyr Iwaschko
Wolodymyr Antonowytsch Iwaschko (* 28. Oktober 1932 in Poltawa, Ukrainische SSR; † 13. November 1994 in Hamburg) war ein sowjetischer und ukrainischer Politiker.

## Leben
Iwaschko wurde in Charkiw zum Bergbauingenieur ausgebildet. Ab 1962 war er Lehrbeauftragter am Institut für Bergbau in Charkiw, später hatte er dort den Posten des stellvertretenden Dekans inne. Seit 1973 war er Mitglied des Regionalkomitees der KPdSU in Charkiw, ab 1978 war er Gebietsparteisekretär. 1986 wurde er in das Zentralkomitee der Kommunistischen Partei der Ukraine gewählt und bekleidete das Amt des ukrainischen ZK-Sekretärs für Fragen der Ideologie. 
Nachdem Iwaschko ein Jahr lang in Afghanistan als offizieller politischer Berater der afghanischen Regierung gearbeitet hatte, wurde er zunächst Erster Parteisekretär der Oblast Dnipropetrowsk und ab 1988 Zweiter Sekretär der Ukrainischen Parteileitung. Von September 1989 bis Juni 1990 war er als Nachfolger von Schtscherbitzki Erster Sekretär der Kommunistischen Partei der Ukraine. Seit Dezember 1989 war er auch Mitglied des Politbüros der  KPdSU. Iwaschko galt in dieser Zeit als Unterstützer der Politik der Perestroika von Michail Gorbatschow.
In den ersten halbfreien Wahlen zur Werchowna Rada vom März 1990 erreichte die Kommunistische Partei der Ukraine etwas mehr als 70 % der Parlamentsmandate. Iwaschko wurde zunächst, in Nachfolge von Platon Kostjuk, zum Parlamentsvorsitzenden gewählt, musste dieses Amt jedoch niederlegen, als er im Juli 1990 auf dem XXVIII. Parteitag der Kommunistischen Partei der Sowjetunion in das neugeschaffene Amt des Stellvertretenden Generalsekretärs der Partei gewählt wurde. Während des Augustputsches 1991 nahm er für Gorbatschow das Amt des Generalsekretärs wahr, als dieser auf der Krim unter Hausarrest stand, Iwaschko unterstützte den Putsch gegen Gorbatschow nicht.
Nach dem Zerfall der Sowjetunion übte Iwaschko keine politischen Ämter mehr aus. 
Er starb am 13. November 1994 in einem Hamburger Krankenhaus an einem Krebsleiden.

## Auszeichnungen
Iwaschko wurde unter anderem mit dem Orden des Roten Banners der Arbeit und dem Orden der Völkerfreundschaft ausgezeichnet.